# 生殖細胞
生殖細胞（せいしょくさいぼう、英: germ cell）とは、生殖において遺伝情報を子孫へ伝える役割をもつ細胞のことである。胚細胞とも呼ばれる。

## 概要
地球上に生物が誕生したときから、生殖細胞は連綿と受け継がれている。例えば、有性生殖のための配偶子（すなわち卵子・卵細胞・精子のこと）や、無性生殖のための胞子 、またそれらの元となる細胞が生殖細胞である。これらの細胞はまとめて生殖細胞系列（germline）と呼ばれることもある。生殖細胞は胎生期中に細胞分裂を繰り返して、男子では精原細胞に、女子では卵祖細胞になる。
多細胞生物においては、生殖細胞以外は体細胞と呼ばれる。これらの生物において配偶子形成の過程では減数分裂が起きる。真核生物では染色体は母系と父系から1セットずつ受け継がれるため、相同な染色体があわさって二倍体となっている。減数分裂では相同染色体が分離され、一倍体とならない場合、受精の度に染色体数が倍になってしまうことになる。減数分裂はウォルター・S・サットンによってバッタの生殖細胞で確認され、染色体説提唱の裏付けとなった。
体細胞は分裂回数が制限されているのに対し、生殖細胞は無限に分裂することができ、不死の細胞と言える。この不死性にはテロメアの長さの維持が関与している。生殖細胞の維持や配偶子の発生に異常が起こると不妊になる。